# Шуйлър (окръг, Ню Йорк)
Окръг Шуйлър (на английски: Schuyler County) е окръг в щата Ню Йорк, Съединени американски щати. Площта му е 886 km², а населението - 18 000 души (2017). Административен център е град Уоткинс Глен.